# Aleksandr Ivanovič Oparin
Aleksandr Ivanovič Oparin (in russo Александр Иванович Опарин?; Uglič, 2 marzo 1894 – Mosca, 21 aprile 1980) è stato un biochimico russo, considerato fra i maggiori esperti della teoria sull'origine della vita.
Dopo essersi laureato nel 1917 all'Università di Mosca, sviluppò nel 1924 la sua teoria sull'origine della vita sulla Terra che si basa sull'assunto che le piccole molecole carboniose presenti nel brodo primordiale abbiano subito una graduale evoluzione chimica a formare molecole più complesse.
Secondo la sua teoria, l'atmosfera primordiale della Terra era composta da CO2, da cui ebbero origine le molecole organiche che diedero origine alla vita. Questo processo era denominato Evoluzione Chimica.
Riuscì a dimostrare un modo in cui molecole organiche semplici si riorganizzavano in sistemi microscopici detti coacervati (forse i precursori delle membrane cellulari), dai quali probabilmente una vita primitiva avrebbe potuto svilupparsi.

## L'origine della vita sulla Terra
Sebbene Oparin abbia iniziato a rivedere varie teorie sulla panspermia, comprese quelle di Hermann von Helmholtz e William Thomson Kelvin, era principalmente interessato a come è iniziata la vita. Già nel 1922 affermò che:
1. Non c'è differenza fondamentale tra un organismo vivente e una materia senza vita. La complessa combinazione di manifestazioni e proprietà caratteristiche della vita deve essere sorta come parte del processo di evoluzione della materia.
2. Tenendo conto della recente scoperta del metano nelle atmosfere di Giove e degli altri pianeti giganti, Oparin ha suggerito che la Terra, nei suoi primi stadi di formazione, avesse un'atmosfera fortemente riducente, contenente metano, ammoniaca, idrogeno e vapore acqueo. Secondo lui, queste erano le materie prime necessarie per l'evoluzione della vita.
3. Nella teoria di Oparin, c'erano inizialmente solo soluzioni semplici di materia organica, il cui comportamento era governato dalle proprietà dei loro atomi componenti e dalla disposizione di questi atomi in una struttura molecolare. A poco a poco, tuttavia, ha detto, la crescita finale e la maggiore complessità delle molecole hanno portato alla nascita di nuove proprietà e un nuovo ordine chimico-colloidale sviluppato come successore di relazioni più semplici tra le sostanze chimiche organiche. Queste proprietà più recenti sono state determinate dalle interazioni di queste molecole più complesse.
4. Oparin ipotizzò che questo processo portasse alla ribalta l'ordine biologico. Secondo Oparin, la competizione, la velocità di crescita cellulare, la sopravvivenza del più adatto, la lotta per l'esistenza e, infine, la selezione naturale hanno determinato la forma di organizzazione materiale caratteristica degli esseri viventi dei giorni nostri.

Oparin ha delineato, secondo lui, un modo in cui le sostanze chimiche organiche di base potrebbero essersi formate in sistemi localizzati microscopici, da cui potrebbero essersi sviluppati esseri viventi primitivi. Ha fatto riferimento al lavoro svolto da de Jong e Sidney W. Fox sui coacervati e sulla ricerca di altri, incluso lui stesso, sulle sostanze chimiche organiche che, in soluzione, potrebbero formare spontaneamente gocce e strati. Oparin ha suggerito che diversi tipi di coacervati potrebbero essersi formati nell'oceano primordiale della Terra ed essere stati soggetti a un processo di selezione che ha portato infine alla vita.
Mentre lo stesso Oparin non era in grado di condurre esperimenti per testare nessuna di queste idee, i ricercatori successivi ci hanno provato. Nel 1953, Stanley Miller tentò un esperimento per indagare se l'auto-organizzazione chimica avrebbe potuto essere possibile sulla Terra preistorica. L'esperimento di Miller-Urey ha introdotto calore (per fornire riflusso) ed energia elettrica (scintille, per simulare fulmini) in una miscela di diversi componenti semplici che sarebbero presenti in un'atmosfera riducente. In un periodo di tempo abbastanza breve è stata sintetizzata una varietà di composti organici familiari, come gli amminoacidi. I composti che si sono formati erano un più complessi delle molecole presenti all'inizio dell'esperimento.